# شركة ممتلكات القابضة
شركة ممتلكات القابضة («ممتلكات») هي صندوق الثروة السيادية لحكومة مملكة البحرين . منذ إنشائه في عام 2006 ، سعى ممتلكات بنشاط للبحث عن فرص استثمارية على الصعيدين المحلي والإقليمي والدولي من أجل إثراء دور القطاع الخاص في النمو الاقتصادي المستقبلي في المملكة. اعتبارًا من عام 2018 ، امتلكت حصصًا في أكثر من 60 شركة في 14 دولة بأصول بلغت قيمتها 15.4 مليار دولار أمريكي.
تستثمر ممتلكات في الأصول غير المتعلقة بالنفط والغاز في مختلف القطاعات بما في ذلك التعليم، والطيران ، والرعاية الصحية ، والمستهلك، والخدمات المالية ، والتصنيع ، والعقارات ، والسياحة ، والخدمات اللوجستية. تعمل ممتلكات على الاستثمار في أوروبا والولايات المتحدة والشرق الأوسط وشمال إفريقيا، وتسعى للحصول على حصص الأقلية أو الأغلبية في شركات محفظتها. يقع مقرها في مبنى أركابيتا، خليج البحرين ، البحرين .

## استثمارات ممتلكات

### الاستثمارات الاستراتيجية:
- مجموعة ألياستر
- ألومنيوم البحرين (ألبا)
- شركة البحرين للاستثمار العقاري (إدامة)
- شركة البحرين للاتصالات السلكية واللاسلكية (Beyon)
- مجموعة انفيروجن
- مجموعة فاي للطيران
- جالف كرايو
- مجموعة فنادق الخليج
- مجموعة مكلارين
- بنك البحرين الوطني (NBB)
- مجموعة بريمو[3]

### الاستثمارات المحلية:
- الجزيرة للسياحة
- مسرح الدانة
- آركابيتا
- شركة البحرين لمطاحن الدقيق (المطاحن)
- معهد البحرين للؤلؤ والأحجار الكريمة (دانات)
- حلبة البحرين الدولية
- شركة البحرين العالمية للجولف
- شركة دلمون للدواجن
- صندوق العلم
- الشركة العامة للدواجن
- شركة الخليج لدرفلة الألمنيوم (جارمكو)
- اتش الظاعن للقوارب ذ.م.م
- مزاد
- أويسس كابيتال
- برودرايف انترناشيونال
- راديو البحرين
- صلة الخليج
- شركة الجنوب للسياحة[3]
- شركة غذاء البحرين القابضة.[4]

### الأصول الحكومية:
- الشركة العربية للصناعات الدوائية والمستلزمات الطبية (أكديما)
- الشركة العربية البحرية لنقل البترول (ايه ام بى تى سى)
- الشركة العربية للاستثمارات البترولية (ابيكورب)
- المؤسسة العربية للاتصالات الفضائية (عرب سات)
- شركة مجموعة طيران الخليج القابضة
- (GIB) بنك الخلیج الدولي
- مؤسسة الخليج للاستثمار
- الشركة العربية للاستثمار[3]

## روابط خارجية
- الموقع الرسمي نسخة محفوظة 6 يونيو 2019 على موقع واي باك مشين.